# Мориока, Хироюки
Хироюки Мориока (яп. 森岡 浩之 Мориока Хироюки, род. 2 марта 1962, префектура Хёго, Япония) — японский писатель.
Мориока пишет в разных жанрах, популярен как фантаст. Наиболее известным произведением писателя за пределами Японии является цикл Seikai no Saga.